# Flatidae
Flatidae Spinola, 1839, è una famiglia comprendente insetti dell'ordine dei Rincoti Omotteri, superfamiglia dei Fulgoroidei.

## Descrizione
I Flatidi sono insetti dall'aspetto simile a quello di piccole farfalle. Hanno capo provvisto di due ocelli disposti sotto gli occhi e lateralmente rispetto alle carene laterali. Le antenne hanno flagello filiforme e non segmentato e i due articoli prossimali ingrossati. Il rostro ha il segmento terminale più lungo che largo.
Le ali anteriori presentano i caratteri morfologici più evidenti di questa famiglia. Sono molto ampie, di forma trapezoidale, con superficie del clavo marcatamente granulosa alla base; la costa è fortemente curvata nella parte anteriore e presenta numerose nervature trasversali. In fase di riposo sono ripiegate a tetto ma tenute quasi verticalmente ai lati dell'addome, conferendo all'insetto l'aspetto di una farfalla. La morfologia delle ali permette di distinguere questa famiglia da quella degli Acanaloniidae, che sono privi di nervature trasversali nella regione costale e della granulazione del clavo.
Le zampe presentano, come in tutti i Fulgoroidei, le coxe allungate. Quelle posteriori hanno il secondo tarsomero poco sviluppato e terminante con due denti laterali.
Le forme giovanili emettono secrezioni cerose che ricoprono l'intero corpo e si prolungano in due ciuffi dietro l'addome.

## Biologia e diffusione
I Flatidi sono fitomizi generalmente polifagi, associati alla vegetazione erbacea o arborea.
In generale, il danno prodotto consiste nella sottrazione della linfa e nell'imbrattamento di piante e prodotti con la melata e con i resti delle exuvie e relative coperture cerose.
Fra i vettori di agenti fitopatogeni è citata la specie Anzora unicolor, presente in Australia, Tasmania e Nuova Zelanda. Questo insetto, non presente in Europa, può trasmettere l'Erwinia amylovora, temibile agente del Colpo di fuoco batterico delle pomacee.
I Flatidi sono diffusi soprattutto nelle regioni tropicali, mentre in Europa sono rappresentati da poche specie appartenenti ai generi Phantia e Cyphopterum, indigeni, oltre a Metcalfa pruinosa, importata dal Nordamerica. In Italia sono presenti tre specie:
- Phantia subquadrata
- Cyphopterum difforme
- Metcalfa pruinosa

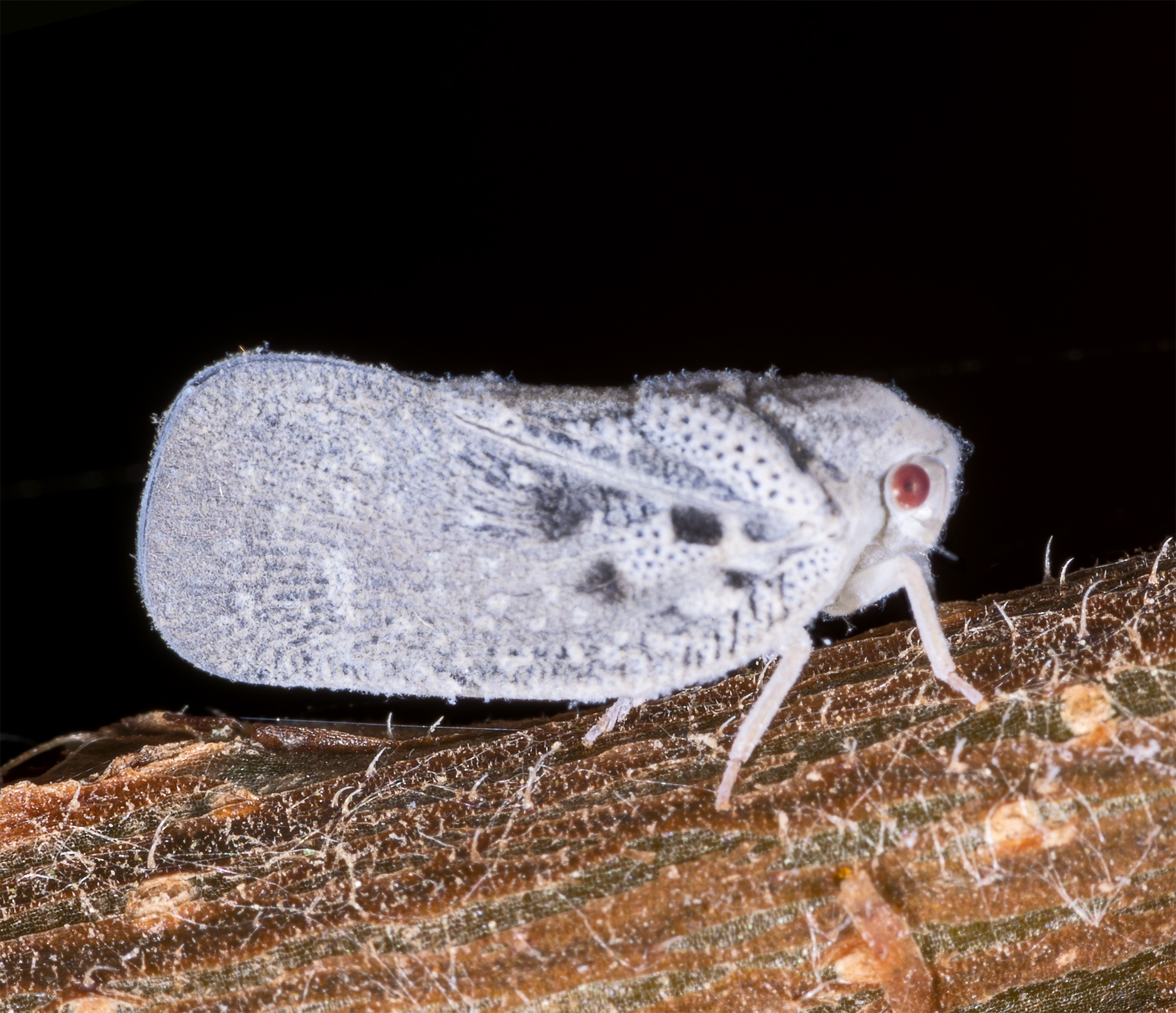
Metcalfa pruinosa.

La specie di maggiore interesse agrario, in Europa è Metcalfa pruinosa, estremamente polifaga, con circa 200 specie vegetali attaccate. La metcalfa, originaria del Nordamerica e a distribuzione neartica e neotropicale, fu rinvenuta in Europa, per la prima volta, nel 1979 in Veneto e si è diffusa, nell'arco di circa 15 anni, nel nord, nella penisola e in Sicilia. Non ci sono informazioni sufficienti sulla sua introduzione in Sardegna, presumibile nel 1995. Dall'Italia si è poi diffusa nel sud della Francia, in Svizzera, in Austria, Slovenia e Istria. L'insetto è attualmente in espansione in Europa e recenti comunicazioni segnalano la sua presenza anche in Repubblica Ceca e Bulgaria.

## Sistematica
La famiglia comprende circa 1370 specie ripartite in oltre 280 generi.
La sistematica interna contempla la suddivisione in sottofamiglie e tribù:
- Flatinae
- Flatoidinae

Tutte le specie europee fanno capo alla sottofamiglia dei Flatinae.